# بورت دو سان كلود (مترو باريس)
بورت دو سان كلود (بالفرنسية: Porte de Saint-Cloud)‏ هي محطة مترو تابعة لمترو باريس تقع في فرنسا في الدائرة السادسة عشرة في باريس.[بحاجة لمصدر]